# L'Île-d'Olonne
L'Île-d'Olonne is een gemeente in het Franse departement Vendée (regio Pays de la Loire) en telt 2476 inwoners (2005). De plaats maakt deel uit van het arrondissement Les Sables-d'Olonne.

## Geografie
De oppervlakte van L'Île-d'Olonne bedraagt 19,2 km², de bevolkingsdichtheid is 129,0 inwoners per km².
De onderstaande kaart toont de ligging van L'Île-d'Olonne met de belangrijkste infrastructuur en aangrenzende gemeenten.

## Demografie
Onderstaande figuur toont het verloop van het inwonertal (bron: INSEE-tellingen).
1. ↑  Populations de référence 2022.